# Ross Stores

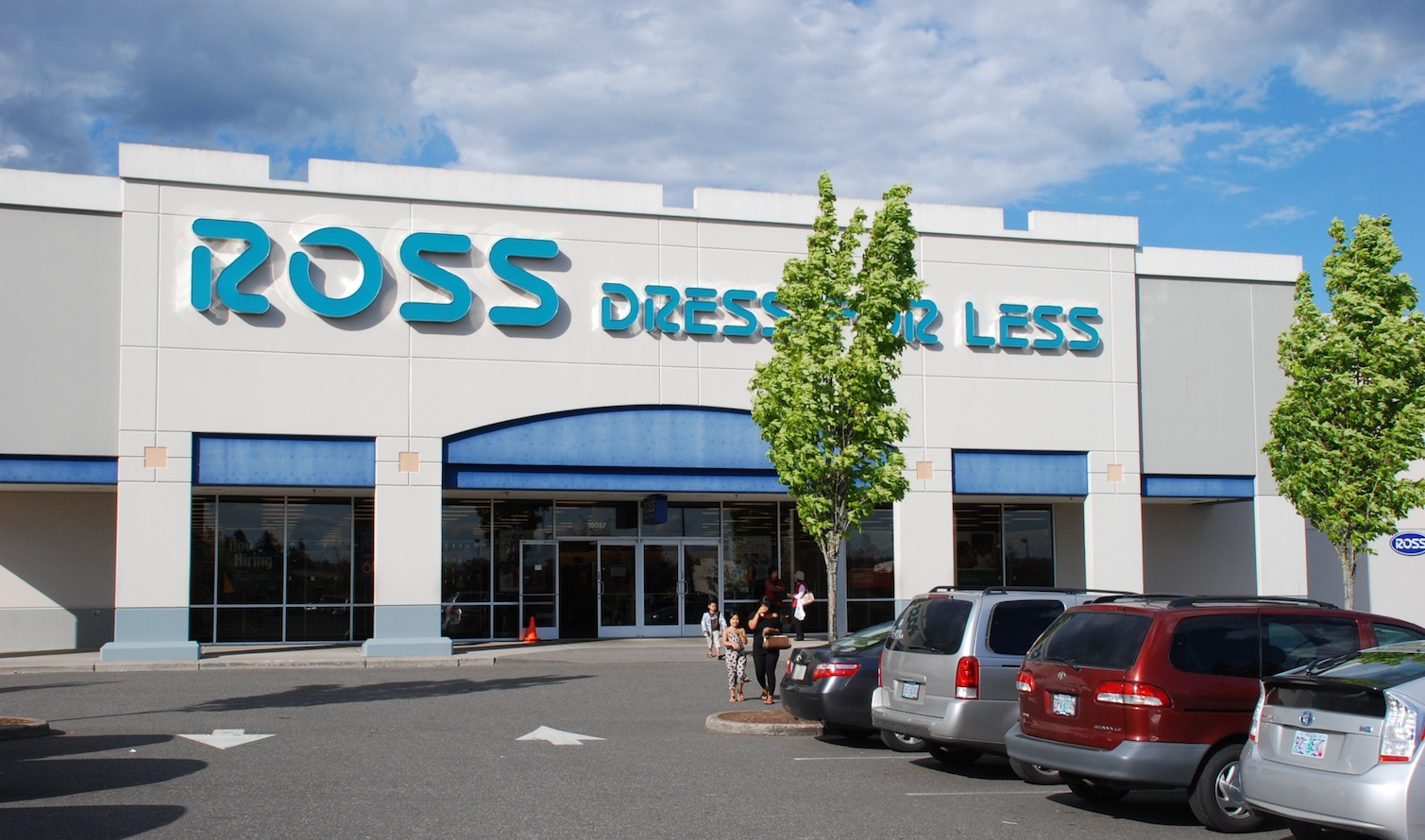
Магазин ROSS у Гілсборо, Орегон.

Ross Stores, Inc. (укр. магазини Росс) — мережа американських дисконт-магазинів зі штаб-квартирою у місті Дублін, Каліфорнія. Мережа працює під назвою Ross Dress for Less. Це третя за величиною дисконт-мережа роздрібної торгівлі в США, після T.J.Maxx та Marshalls.
Станом на березень 2014 року мережа Росс має 1173 магазинів у 33 штатах США, окрузі Колумбія та Гуамі, яка охоплює більшу частину Сполучених Штатів, проте не присутня в Нової Англії, штаті Нью-Йорк, Північному Нью-Джерсі, Алясці, та деяких штатах Середнього Заходу.
Головним товаром у мережі Росс є брендовий одяг та взуття, як правило минулих сезонів, за дисконтними цінами.